# Kaliumantimonyltartrat
Kaliumantimonyltartrat, auch Brechweinstein (und kurz Tartrat bzw. Tartarus, früher auch Stibium-Kalium-tartaricum, genannt), ist eine gesundheitsschädliche, namentlich brechreizerregend wirkende chemische Verbindung. Sie wird durch Sättigen von gereinigtem Weinstein mit Antimonoxid erhalten und bildet farblose, durchsichtige, glänzende Kristalle, die an der Luft bald undurchsichtig und weiß werden. Es ist ein Salz der Weinsäure.
Im 16. Jahrhundert stellte Paracelsus durch Kalzination von mit Weinsteinlösung versetztem Antimonoxid Brechweinstein her und setzte diesen als Ätzmittel und als Wundtrank bei Geschwüren ein. Dieser Gewinnung aus antimonsaurem Kali entsprechende Synthesevorschriften finden sich auch in späterer Literatur wieder. Aufgrund der ehemals hohen Bedeutung in der Pharmazie beschäftigten sich eine ganze Reihe von Chemikern mit der Analyse des Brechweinsteins, darunter Rudolph Brandes, Thenard, Barruel, Drappiez und Carl Christoph Göbel.

## Verwendung

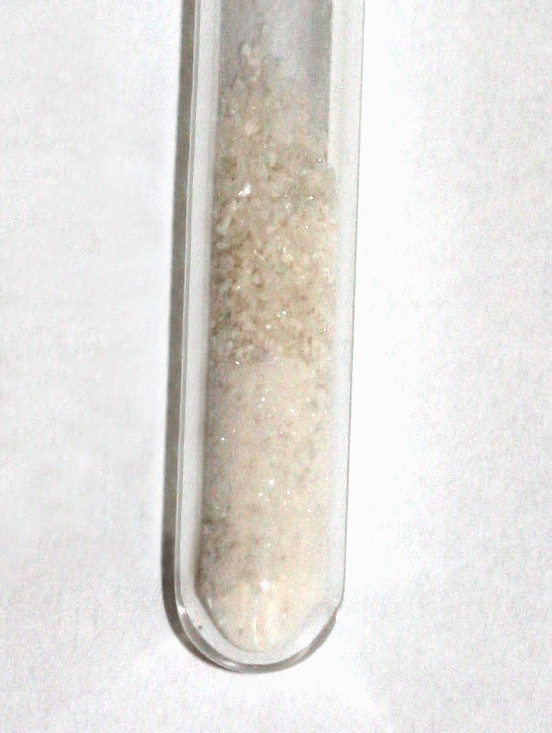
500 mg Brechweinstein

Kaliumantimonyltartrat wurde früher in Dosen von 20–30 mg als Brechmittel verabreicht, das ca. 10 min nach Einnahme Übelkeit und Erbrechen hervorruft. Im Verdauungstrakt stimuliert es enterochromaffine Zellen zur Sekretion von Serotonin, das wiederum über 5-Hydroxytryptamin-Typ-3-Rezeptoren Erbrechen induziert.
Eine bekannte Arznei war ein auf Basis von Kaliumantimonyltartrat (früher als Tartarus stibiatus bezeichnet) zubereiteter Brechwein (aqua benedicta rulandi oder „Rulandswasser“ nach Martin Ruland dem Älteren), der sich bis ins 19. Jahrhundert in Arzneibüchern fand.
In der Textil- und Leder-Industrie wird Brechweinstein als Beizmittel gebraucht.

## Toxikologie
Wegen seiner Giftigkeit sollte Brechweinstein nicht mehr in der Humanmedizin verwendet werden. Eine Einzeldosis von 200 bis 1200 mg kann bei Erwachsenen tödlich sein, weshalb die Substanz nach GHS neu eingestuft werden sollte. Die Giftigkeit beruht vor allem auf der Freisetzung von Antimon. Dieses erzeugt ähnliche toxische Symptome wie Arsen. Es bindet an Thiol-Gruppen von Enzymen und inaktiviert sie. Besonders betroffen ist die Pyruvat-Dehydrogenase, was zu einer Störung der ATP-Produktion führt. Besonders betroffen sind der Magen-Darmtrakt, die Leber, die Nieren, das Herz und das Nervensystem. Vergiftungen kommen vor, weil Brechweinstein in manchen Entwicklungsländern noch immer bei Alkoholikern zur Brechreizauslösung oder zur Bekämpfung tropischer Parasiten verwendet wird.